# Emma Villas Volley 2022-2023
Questa voce raccoglie le informazioni riguardanti l'Emma Villas Volley nelle competizioni ufficiali della stagione 2022-2023.

## Stagione
Nella stagione 2022-23 l'Emma Villas Volley assume la denominazione sponsorizzata di Emma Villas Aubay Siena.
Partecipa per la seconda volta alla Superlega, ritornando in massima divisione grazie all'acquisto del titolo sportivo dal Tricolore; chiude la regular season di campionato al dodicesimo posto in classifica, retrocedendo in Serie A2.
A seguito del dodicesimo posto in classifica al termine del girone di andata, non si qualifica per la Coppa Italia.

## Organigramma societario
Area direttiva
- Presidente: Giammarco Bisogno
- Vicepresidente: Fabio Mechini
- Direttore generale: Fabio Mechini
- Direttore sportivo: Gabriele Cottarelli (fino al 13 gennaio 2023)
- Segreteria generale: Benedetta Collini
- Responsabile amministrativo: Monia Lupi
- Responsabile logistica: Alessandro Fanetti

Area tecnica
- Allenatore: Paolo Montagnani (fino al 9 dicembre 2022), Omar Pelillo (dal 9 dicembre 2022)
- Allenatore in seconda: Omar Pelillo (fino al 9 dicembre 2022), Simone Cruciani (dal 9 dicembre 2022)
- Assistente allenatore: Simone Cruciani (fino al 9 dicembre 2022)
- Scout man: Simone Cruciani (fino al 9 dicembre 2022)
- Aiuto scout man: Gianluca Carloncelli
- Responsabile settore giovanile: Luigi Banella
- Direttore tecnico settore giovanile: Alessandro Fammele

Area comunicazione
- Ufficio stampa: Gennaro Groppa
- Responsabile comunicazione: Chiara Li Volti
- Fotografo: Paolo Lazzeroni, Nicolò Ricci
- Speaker: Giacomo Muzzi

Area marketing
- Responsabile ufficio marketing: Vittorio Angelaccio
- Biglietteria: Benedetta Collini

Area sanitaria
- Medico: Flavio D'Ascenzi, Mauro Picchi
- Fisioterapista: Francesco Alfatti, Elena Giulianelli, Antonella Petri, Elisa Picchioni
- Preparatore atletico: Omar Pelillo

## Rosa
| N° | Nome                 | Ruolo | Data di nascita   | Nazionalità sportiva |
| -- | -------------------- | ----- | ----------------- | -------------------- |
| 1  | Giulio Pinali        | O     | 2 aprile 1997     | Italia               |
| 2  | Fabio Ricci          | C     | 11 luglio 1994    | Italia               |
| 3  | Maarten van Garderen | S     | 24 maggio 1990    | Paesi Bassi          |
| 4  | Nemanja Petrić       | S     | 28 luglio 1987    | Serbia               |
| 6  | Federico Bonami      | L     | 29 settembre 1993 | Italia               |
| 7  | Giacomo Raffaelli    | S     | 7 febbraio 1995   | Italia               |
| 8  | Omar Biglino         | C     | 9 agosto 1995     | Italia               |
| 9  | Riccardo Pinelli     | P     | 17 febbraio 1991  | Italia               |
| 10 | Juan Ignacio Finoli  | P     | 5 novembre 1991   | Argentina            |
| 11 | Federico Pereyra     | O     | 19 giugno 1988    | Argentina            |
| 12 | Swan N'Gapeth        | S     | 9 gennaio 1992    | Francia              |
| 13 | Filippo Pochini      | L     | 13 novembre 1989  | Italia               |
| 14 | Alessio Fontani      | S     | 20 giugno 2006    | Italia               |
| 15 | Federico Pellegrini  | S     | 29 luglio 2004    | Italia               |
| 16 | Alessandro Augero    | C     | 3 dicembre 2007   | Italia               |
| 18 | Daniele Mazzone      | C     | 4 giugno 1992     | Italia               |
| 87 | Zbigniew Bartman     | O     | 4 maggio 1987     | Polonia              |

## Mercato
| Acquisti | Acquisti             | Acquisti           | Acquisti   |
| R.       | Nome                 | da                 | Modalità   |
| -------- | -------------------- | ------------------ | ---------- |
| O        | Zbigniew Bartman     | -                  | definitivo |
| C        | Omar Biglino         | Motta              | definitivo |
| L        | Federico Bonami      | Verona             | definitivo |
| P        | Juan Ignacio Finoli  | Olimpia Bergamo    | definitivo |
| C        | Daniele Mazzone      | Modena             | definitivo |
| S        | Swan N'Gapeth        | Modena             | definitivo |
| O        | Giulio Pinali        | Trentino           | definitivo |
| O        | Federico Pereyra     | UPCN               | definitivo |
| S        | Nemanja Petrić       | Belogor'e          | definitivo |
| L        | Filippo Pochini      | Prisma Taranto     | definitivo |
| S        | Giacomo Raffaelli    | Top Volley Latina  | definitivo |
| C        | Fabio Ricci          | Sir Safety Perugia | definitivo |
| S        | Maarten van Garderen | Modena             | definitivo |

| Cessioni | Cessioni              | Cessioni            | Cessioni   |
| R.       | Nome                  | a                   | Modalità   |
| -------- | --------------------- | ------------------- | ---------- |
| C        | Marinfranco Agrusti   | Alessano            | definitivo |
| P        | Filippo Ciulli        | ?                   | definitivo |
| S        | Dario Iannaccone      | Normanna Aversa     | definitivo |
| C        | Andrea Mattei         | Top Volley Latina   | definitivo |
| S        | Swan N'Gapeth         | Porto Robur Costa   | definitivo |
| O        | Samuel Onwuelo        | Tuscania            | definitivo |
| S        | Giuseppe Ottaviani    | Libertas Brianza    | definitivo |
| S        | Marco Rocco Panciocco | Rinascita Lagonegro | definitivo |
| S        | Simone Parodi         | Cuneo               | definitivo |
| L        | Alessandro Sorgente   | Tuscania            | definitivo |
| C        | Andrea Rossi          | Top Volley Latina   | definitivo |

## Risultati

### Superlega

#### Girone di andata
| 1ª giornata - 2 ottobre 2022 PalaTrento, Trento                          | Trentino           | 3 - 1 | Emma Villas        | 25-16, 25-21, 23-25, 25-17 |
| 2ª giornata - 9 ottobre 2022 PalaMensSana, Siena                         | Emma Villas        | 1 - 3 | Sir Safety Perugia | 19-25, 25-20, 21-25, 19-25 |
| 3ª giornata - 16 ottobre 2022 Palalido, Milano                           | Powervolley Milano | 3 - 0 | Emma Villas        | 25-18, 29-27, 25-17        |
| 4ª giornata - 23 ottobre 2022 PalaMensSana, Siena                        | Emma Villas        | 0 - 3 | You Energy         | 12-25, 19-25, 22-25        |
| 5ª giornata - 29 ottobre 2022 Palazzetto dello Sport, Cisterna di Latina | Top Volley Latina  | 1 - 3 | Emma Villas        | 25-21, 23-25, 25-27, 25-27 |
| 6ª giornata - 8 dicembre 2022 PalaSanLazzaro, Padova                     | Padova             | 3 - 0 | Emma Villas        | 25-16, 25-20, 25-20        |
| 7ª giornata - 13 novembre 2022 PalaMensSana, Siena                       | Emma Villas        | 1 - 3 | Modena             | 15-25, 25-19, 25-27, 23-25 |
| 8ª giornata - 21 dicembre 2022 PalaCivitanova, Civitanova Marche         | Lube               | 3 - 0 | Emma Villas        | 25-23, 25-11, 25-18        |
| 9ª giornata - 27 novembre 2022 PalaMensSana, Siena                       | Emma Villas        | 1 - 3 | Prisma Taranto     | 23-25, 25-23, 20-25, 22-25 |
| 10ª giornata - 4 dicembre 2022 PalaOlimpia, Verona                       | Verona             | 3 - 1 | Emma Villas        | 20-25, 25-13, 25-20, 25-11 |
| 11ª giornata - 11 dicembre 2022 PalaMensSana, Siena                      | Emma Villas        | 3 - 1 | Milano             | 26-24, 22-25, 28-26, 25-21 |

#### Girone di ritorno
| 12ª giornata - 18 dicembre 2022 PalaMensSana, Siena      | Emma Villas        | 0 - 3 | Trentino           | 18-25, 13-25, 17-25               |
| 13ª giornata - 26 dicembre 2022 PalaEvangelisti, Perugia | Sir Safety Perugia | 3 - 0 | Emma Villas        | 25-19, 25-17, 25-16               |
| 14ª giornata - 8 gennaio 2023 PalaMensSana, Siena        | Emma Villas        | 0 - 3 | Powervolley Milano | 15-25, 22-25, 15-25               |
| 15ª giornata - 15 gennaio 2023 PalaBanca, Piacenza       | You Energy         | 1 - 3 | Emma Villas        | 22-25, 25-17, 24-26, 31-33        |
| 16ª giornata - 22 gennaio 2023 PalaMensSana, Siena       | Emma Villas        | 3 - 1 | Top Volley Latina  | 22-25, 25-19, 25-22, 25-18        |
| 17ª giornata - 29 gennaio 2023 PalaMensSana, Siena       | Emma Villas        | 3 - 2 | Padova             | 21-25, 21-25, 25-14, 25-14, 15-13 |
| 18ª giornata - 4 febbraio 2023 PalaPanini, Modena        | Modena             | 3 - 1 | Emma Villas        | 34-32, 25-12, 20-25, 28-26        |
| 19ª giornata - 26 febbraio 2023 PalaMensSana, Siena      | Emma Villas        | 0 - 3 | Lube               | 21-25, 18-25, 23-25               |
| 20ª giornata - 18 febbraio 2023 PalaMazzola, Taranto     | Prisma Taranto     | 3 - 2 | Emma Villas        | 25-15, 23-25, 25-22, 23-25, 15-10 |
| 21ª giornata - 5 marzo 2023 PalaMensSana, Siena          | Emma Villas        | 0 - 3 | Verona             | 21-25, 20-25, 19-25               |
| 22ª giornata - 12 marzo 2023 Arena di Monza, Monza       | Milano             | 3 - 0 | Emma Villas        | 25-19, 25-22, 25-22               |

## Statistiche

### Statistiche di squadra
| Competizione | Punti | In casa | In casa | In casa | In trasferta | In trasferta | In trasferta | Totale | Totale | Totale |
| Competizione | Punti | G       | V       | P       | G            | V            | P            | G      | V      | P      |
| ------------ | ----- | ------- | ------- | ------- | ------------ | ------------ | ------------ | ------ | ------ | ------ |
| Superlega    | 15    | 11      | 3       | 8       | 11           | 2            | 9            | 22     | 5      | 17     |
| Totale       | -     | 11      | 3       | 8       | 11           | 2            | 9            | 22     | 5      | 17     |

G = partite giocate; V = partite vinte; P = partite perse

### Statistiche dei giocatori
| Giocatore       | Superlega | Superlega | Superlega | Superlega | Superlega | Totale | Totale | Totale | Totale | Totale |
| Giocatore       | P         | PT        | AV        | MV        | BV        | P      | PT     | AV     | MV     | BV     |
| --------------- | --------- | --------- | --------- | --------- | --------- | ------ | ------ | ------ | ------ | ------ |
| Z. Bartman      | 5         | 60        | 53        | 4         | 3         | 5      | 60     | 53     | 4      | 3      |
| O. Biglino      | 18        | 28        | 23        | 4         | 1         | 18     | 28     | 23     | 4      | 1      |
| F. Bonami       | 22        | 0         | 0         | 0         | 0         | 22     | 0      | 0      | 0      | 0      |
| A. Augero       | -         | -         | -         | -         | -         | -      | -      | -      | -      | -      |
| J. Finoli       | 22        | 19        | 4         | 5         | 10        | 22     | 19     | 4      | 5      | 10     |
| A. Fontani      | 0         | 0         | 0         | 0         | 0         | 0      | 0      | 0      | 0      | 0      |
| D. Mazzone      | 21        | 131       | 81        | 42        | 8         | 21     | 131    | 81     | 42     | 8      |
| S. N'Gapeth     | 5         | 5         | 5         | 0         | 0         | 5      | 5      | 5      | 0      | 0      |
| F. Pellegrini   | 0         | 0         | 0         | 0         | 0         | 0      | 0      | 0      | 0      | 0      |
| F. Pereyra      | 21        | 83        | 75        | 4         | 4         | 21     | 83     | 75     | 4      | 4      |
| N. Petrić       | 22        | 237       | 211       | 13        | 13        | 22     | 237    | 211    | 13     | 13     |
| G. Pinali       | 16        | 221       | 195       | 13        | 13        | 16     | 221    | 195    | 13     | 13     |
| R. Pinelli      | 17        | 0         | 0         | 0         | 0         | 17     | 0      | 0      | 0      | 0      |
| F. Pochini      | 16        | 0         | 0         | 0         | 0         | 16     | 0      | 0      | 0      | 0      |
| G. Raffaelli    | 21        | 75        | 62        | 12        | 1         | 21     | 75     | 62     | 12     | 1      |
| F. Ricci        | 20        | 104       | 61        | 39        | 4         | 20     | 104    | 61     | 39     | 4      |
| M. van Garderen | 22        | 203       | 177       | 14        | 12        | 22     | 203    | 177    | 14     | 12     |

P = presenze; PT = punti totali; AV = attacchi vincenti; MV = muri vincenti; BV = battute vincenti